# Road Tested
Road Tested is een livealbum van Bonnie Raitt, dat uitkwam in 1995.

## Tracklist
1. "Thing Called Love" (John Hiatt) – 4:48
2. "Three Time Loser" (Covay, Miller) – 3:39
3. "Love Letter" (Hayes) – 4:37
4. "Never Make Your Move Too Soon" (Hooper, Jennings) – 3:32
5. "Something to Talk About" (Eikhard) – 3:43
6. "Matters of the Heart" (McDonald) – 4:58
7. "Shake a Little" (Ruff) – 4:38
8. "Have a Heart" (Hayes) – 5:45
9. "Love Me Like a Man" (Smither) – 5:11
10. "The Kokomo Medley" (McDowell) – 4:59
11. "Louise" (Siebel) – 3:46
12. "Dimming of the Day" (Thompson) – 4:19
13. "Longing in Their Hearts" (Browne, O'Keefe) – 5:02
14. "Come to Me" (Raitt) – 5:02
15. "Love Sneakin' up on You" (Scott, Snow) – 3:52
16. "Burning Down the House" (Byrne, Frantz, Harrison) – 4:21
17. "I Can't Make You Love Me" (Reid, Shamblin) – 6:00
18. "Feeling of Falling" (Raitt) – 6:45
19. "I Believe I'm in Love with You" (Wilson) – 5:24
20. "Rock Steady" (Adams, Peters) – 4:12
21. "My Opening Farewell" (Browne) – 4:57
22. "Angel from Montgomery" (John Prine) – 5:37

## Muzikanten
- Bonnie Raitt - steelstringgitaar, elektrische gitaar, keyboard, zang, slidegitaar
- Bryan Adams - gitaar, zang
- Charles Brown - piano, zang
- Ruth Brown - zang
- Glen Clark - mondharmonica, keyboard, zang, achtergrondzang
- Deborah Dobkin - percussie, zang
- Ricky Fataar - drums
- Marty Grebb - piano
- Bruce Hornsby - piano, accordeon, zang
- James "Hutch" Hutchinson - basgitaar, zang
- Mark T. Jordan - gitaar, mandoline, keyboard, zang, achtergrondzang
- George Marinelli - akoestische gitaar, mandoline, elektrische gitaar, zang
- Jamie Muhoberac - keyboard
- Keith Scott - gitaar, tremolo
- Benmont Tench - orgel, hammondorgel
- Kim Wilson - mondharmonica, zang

## Hitlijsten

### Album
| Jaar | Lijst         | Positie |
| ---- | ------------- | ------- |
| 1995 | Billboard 200 | 44      |

### Singles
| Jaar | Single        | Lijst              | Positie |
| ---- | ------------- | ------------------ | ------- |
| 1995 | "Rock Steady" | Adult Contemporary | 30      |
| 1994 | "Rock Steady" | Billboard Hot 100  | 73      |